# Цирк дю Солей
Цирк дю Солей (на френски: Cirque du Soleil – Сирк дю солей, „Цирк на Слънцето“) е циркова компания от Монреал, Канада. Основана е от Ги Лалиберте и Даниел Готие през 1984 година, а през 1985 година към екипа се присъединява и Франко Драгоне, водещият режисьор на трупата до 1998 година.
Персоналът на компанията наброява над 4000 души, работещи в отделни трупи, което позволява едновременно да гастролират и да изнасят представления в различни райони на света. Представят зрелищни спектакли, чиято постановка се осъществява на арена под временна шатра (шапито), на постоянна циркова арена, както и на театрална сцена. Годишните постъпления на цирка надхвърлят 600 млн. щ. долара.
През 2012 година е заснет филмът в жанр фентъзи Cirque du Soleil: Worlds Away от новозеландския режисьор и продуцент Андрю Адамсон.

## История
Първоначално трупата носи името Les Échassiers и изнася представления в Квебек. Тя се освобождава от първоначалните си финансови затруднения посредством получена държавна помощ от канадския Съвет на изкуствата по повод честването на 450 години от пътуването на Жак Картие до Канада. Le Grand Tour du Cirque du Soleil жъне успех през 1984 г. и след като и втората му година е подсигурена финансово, Лалиберте наема Ги Карон от Националното цирково училище, за да пресъздаде идеята си за цирк. Театралният, ориентиран към героите, подход и отсъствието на животни определят „Цирк дю Солей“ като съвременен цирк, с което го свързваме и до днес.

## Фалит
Пандемията от коронавирус COVID-19 принуди корпорацията да спре всичките си 44 шоута по целия свят и по този начин я доведе икономически до ръба на краха. Инжекция от 50 милиона долара от акционерите ѝ спечели известно време.
На 29 юни 2020 г. компанията заведе дело за фалит и освободи около 3500 служители.